# Любиша Брочич
Любиша Брочич (серб. Љубиша Броћић, 3 жовтня 1911, Белград — 16 серпня 1995, Мельбурн) — сербський футбольний тренер.
Дворазовий чемпіон Югославії та чемпіон Італії. 

## Клубна кар'єра
Виступав за команду «Югославія». У чемпіонаті Югославії в 1937—1940 роках зіграв за команду 46 матчів і забив 2 голи. Володар Зимового кубка Югославії 1939 року.

## Кар'єра тренера
Розпочав тренерську кар'єру 1946 року, очоливши тренерський штаб збірної Албанії. Виграв з нею Балканський кубок.
1951 року став головним тренером команди «Црвена Звезда», тренував белградську команду один рік.
Згодом протягом 1952 року очолював тренерський штаб клубу «Воєводина».
1953 року прийняв пропозицію попрацювати у клубі «Црвена Звезда». Того ж року, в рамках поїздки збірної Югославії до Бразилії, був звинувачений у зв'язках з бразильськими четниками-емігрантами, через що йому заборонили повертатися на батьківщину.
Протягом одного року, починаючи з 1954, був головним тренером команди Об'єднаної Арабської Республіки.
1956 року був запрошений очолити збірну Лівану, з якою пропрацював менше року.
З 1956 і по 1957 рік очолював тренерський штаб команди «ПСВ».
1957 року став головним тренером команди «Ювентус», тренував «стару сеньйору» два роки.
Згодом протягом 1959–1960 років знову очолював тренерський штаб клубу «ПСВ».
1960 року прийняв пропозицію попрацювати у клубі «Барселона». Залишив каталонський клуб через рік.
1961 року був головним тренером команди «Тенерифе».
1962 року був запрошений очолити збірну Кувейту, з якою пропрацював до 1962 року.
З 1962 і по 1964 рік очолював тренерський штаб збірної Нової Зеландії.
З 1964 по 1966 рік працював головним тренером команди «Саут Мельбурн».
1968 року вдруге в кар'єрі став головним тренером Нової Зеландії, тренував збірну Нової Зеландії один рік.
1970 року очолював тренерський штаб збірної Кувейту, де пропрацював менше року. 1973 року прийняв пропозицію вдруге очолити збірну Кувейту. Залишив Кувейт 1975 року.
Протягом тренерської кар'єри також очолював команди клубів «Металац» (Белград) та «Расінг» (Бейрут).
Останнім місцем тренерської роботи була збірна Бахрейну, головним тренером команди якого Любиша Брочич був протягом 1980 року.
Помер 16 серпня 1995 року на 84-му році життя у місті Мельбурн.

## Титули і досягнення

### Як тренера
- Чемпіон Югославії (2):

«Црвена Звезда»:  1951, 1952-1953
- Чемпіон Італії (1):

«Ювентус»: 1957-1958